# V301SH
V301SHはシャープが開発し、ボーダフォン日本法人（現ソフトバンクモバイル）
が販売するPDC通信方式の携帯電話端末である。

## 特徴
ビジネス用のメールテンプレートが用意されていて比較的容易にビジネスのメールを作成することができたりイージーモードを搭載していたりとビジネスマンや年配の人また携帯電話初心者に向けての配慮がされている。

## 付属品・オプション
- 電池パック
- 急速充電器
- 卓上ホルダー
- レザーケース
- 電池カバー
- スイッチ付モノラルイヤホンマイク平型プラグ